# Pif-Paf! Jesteś trup!
Pif-Paf! Jesteś trup! (ang. Bang, Bang, You’re Dead) – wyprodukowany w 2002 roku amerykański dramat.
Trevor, główny bohater zmienia się z prymusa szkolnego w agresywnego militarystę i miłośnika broni palnej w wyniku incydentu szkolnego z drużyną futbolową. Wszyscy się go boją poza nową koleżanką, Jenny i nauczycielem Valem Duncanem. Dostrzega on w nim młodego reżysera i nakłania do nakręcenia pierwszego krótkometrażowego filmu. Niestety wiąże się z grupą szkolną zwaną Troggs. Oprócz tego nauczyciel obsadza go jako głównego bohatera kontrowersyjnej sztuki Pif-Paf! Jesteś trup!. Po zaprezentowaniu krótkometrażowego filmu przedstawiającego zainscenizowane morderstwo, Trevorowi grozi wyrzucenie ze szkoły.

## Obsada
- Mitchell Davies: Pan Green
- Ben Foster: Trevor Adams
- Mark Holden: Willow
- David Paetkau: Brad Lynch
- Amber Rothwell: Emily
- Gillian Barber: Dyrektor Meyer
- Andrew Sabiston: Pan Olsen
- Steven Grayhm: Michael
- Randy Harrison: Sean
- Jane McGregor: Jenny Dahlquist
- Thomas Cavanagh: Val Duncan